# Olotla, Metztitlán
Olotla är en ort i Mexiko.   Den ligger i kommunen Metztitlán och delstaten Hidalgo, i den sydöstra delen av landet, 140 km norr om huvudstaden Mexico City. Olotla ligger 2 045 meter över havet och antalet invånare är 211.
Terrängen runt Olotla är lite bergig. Runt Olotla är det ganska glesbefolkat, med 22 invånare per kvadratkilometer. Närmaste större samhälle är Zacualtipán, 6,2 km nordost om Olotla. I omgivningarna runt Olotla växer huvudsakligen savannskog.